# يوهان راماري
يوهان راماري (بالفرنسية: Johann Ramaré)‏ (مواليد 5 يونيو 1984 في رين - فرنسا) لاعب كرة قدم فرنسي يلعب حاليا لصالح نادي الدرجة الأولى بولوني الفرنسي منذ 2006 في مركز الوسط المحوري .

## روابط خارجية
- يوهان راماري على موقع قاعدة بيانات كرة القدم.إي يو (الإنجليزية)
- يوهان راماري على موقع ليكيب (الفرنسية)
- يوهان راماري على موقع Soccerway.com (الإنجليزية)
- يوهان راماري على موقع AS.com (الإسبانية)